# Verneugheol
Verneugheol (prononcé /vɛʁnœʒɔl/) est une commune française, située dans le département du Puy-de-Dôme en région Auvergne-Rhône-Alpes.

## Géographie

### Localisation
Verneugheol est située à l'ouest du département du Puy-de-Dôme. Elle jouxte huit autres communes dont deux situées dans deux départements limitrophes de la région Nouvelle-Aquitaine (ancienne région Limousin) :
| Giat                            | Voingt                     | Saint-Étienne-des-Champs |
| Saint-Merd-la-Breuille (Creuse) | Verneugheol                | Sauvagnat                |
| Laroche-près-Feyt (Corrèze)     | Saint-Germain-près-Herment | Herment                  |

### Transports
La commune est traversée par les routes départementales 204 (reliant Giat à Herment), 551, 564, 568 et 98.

### Climat
Pour des articles plus généraux, voir Climat d'Auvergne-Rhône-Alpes et Climat du Puy-de-Dôme.
En 2010, le climat de la commune est de type climat des marges montargnardes, selon une étude du Centre national de la recherche scientifique s'appuyant sur une série de données couvrant la période 1971-2000. En 2020, Météo-France publie une typologie des climats de la France métropolitaine dans laquelle la commune est exposée à un climat de montagne ou de marges de montagne et est dans la région climatique Ouest et nord-ouest du Massif Central, caractérisée par une pluviométrie annuelle de 900 à 1 500 mm, maximale en automne et en hiver.
Pour la période 1971-2000, la température annuelle moyenne est de 9,1 °C, avec une amplitude thermique annuelle de 14,9 °C. Le cumul annuel moyen de précipitations est de 1 060 mm, avec 13,7 jours de précipitations en janvier et 8,3 jours en juillet. Pour la période 1991-2020, la température moyenne annuelle observée sur la station météorologique de Météo-France la plus proche, « Saint-Sulpice », sur la commune de Saint-Sulpice à 16 km à vol d'oiseau, est de 9,4 °C et le cumul annuel moyen de précipitations est de 1 001,7 mm,. Pour l'avenir, les paramètres climatiques de la commune estimés pour 2050 selon différents scénarios d'émission de gaz à effet de serre sont consultables sur un site dédié publié par Météo-France en novembre 2022.

## Urbanisme

### Typologie
Au 1er janvier 2024, Verneugheol est catégorisée commune rurale à habitat très dispersé, selon la nouvelle grille communale de densité à sept niveaux définie par l'Insee en 2022.
Elle est située hors unité urbaine et hors attraction des villes,.

### Occupation des sols
L'occupation des sols de la commune, telle qu'elle ressort de la base de données européenne d’occupation biophysique des sols Corine Land Cover (CLC), est marquée par l'importance des territoires agricoles (64,3 % en 2018), une proportion sensiblement équivalente à celle de 1990 (64,2 %). La répartition détaillée en 2018 est la suivante : prairies (44,4 %), forêts (35,4 %), zones agricoles hétérogènes (19,8 %), milieux à végétation arbustive et/ou herbacée (0,4 %). L'évolution de l’occupation des sols de la commune et de ses infrastructures peut être observée sur les différentes représentations cartographiques du territoire : la carte de Cassini (XVIIIe siècle), la carte d'état-major (1820-1866) et les cartes ou photos aériennes de l'IGN pour la période actuelle (1950 à aujourd'hui).

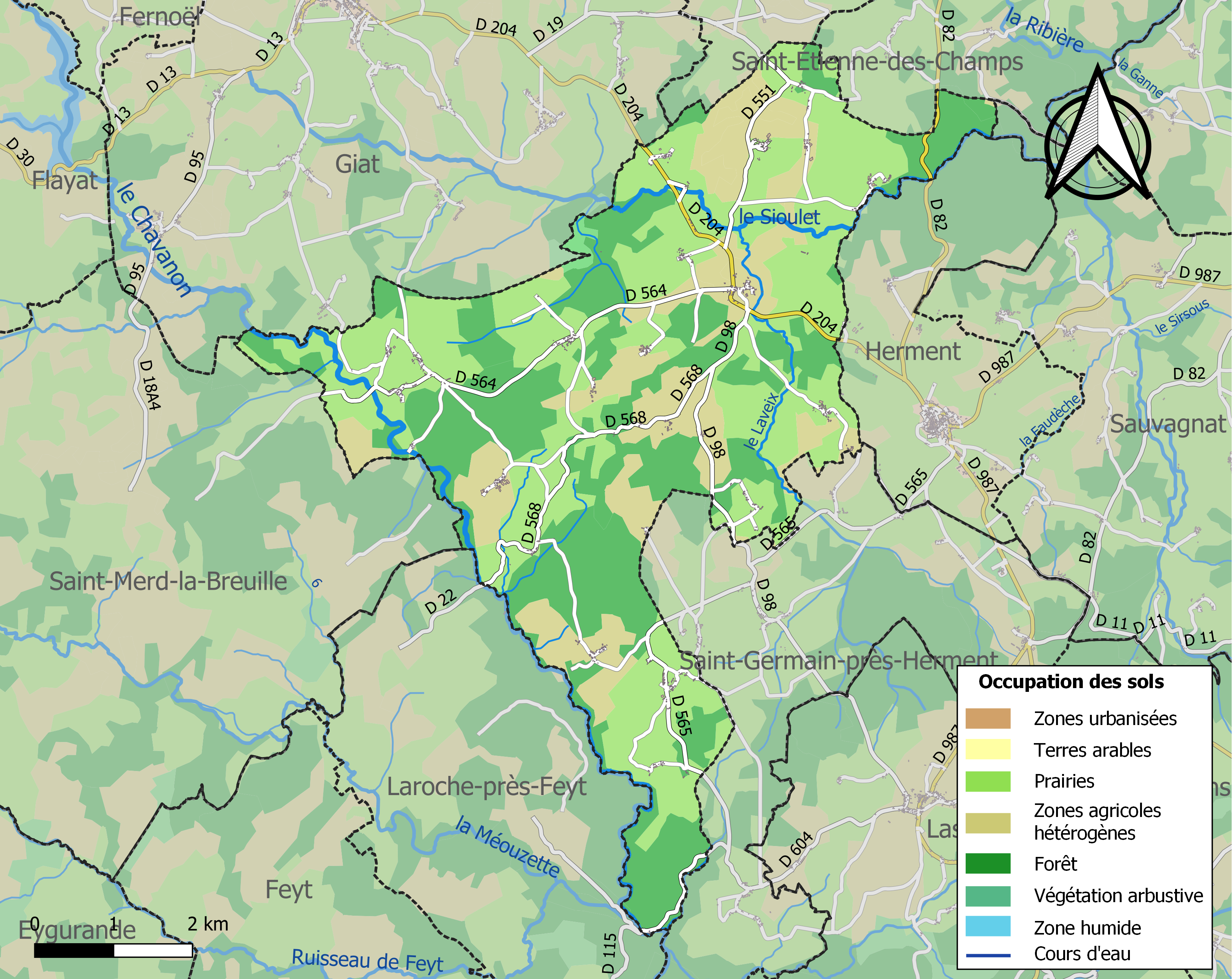
Carte des infrastructures et de l'occupation des sols de la commune en 2018 (CLC).

## Histoire

### Ville de Ligny
Au-dessus du Rocher des Trois Tourtes se trouvait un village, appelé jadis la ville de Ligny.
Au siècle dernier, on voyait encore des restants de murs clôturant des jardins ou indiquant d'anciennes maisons.
Les uns[Qui ?] accusent la guerre (ravages de la guerre de Cent Ans 1337-1453 - puis guerre de la Ligue du Bien public -1464) d'autres la peste qui décima les malheureux habitants.
Les plantations de sapins ont recouvert les ruines de la ville de Ligny, et aujourd'hui, en ont fait disparaître jusqu'à la trace.

## Politique et administration

### Découpage territorial
La commune de Verneugheol est membre de la communauté de communes Chavanon Combrailles et Volcans, un établissement public de coopération intercommunale (EPCI) à fiscalité propre créé le 1er janvier 2017 dont le siège est à Pontaumur. Ce dernier est par ailleurs membre d'autres groupements intercommunaux. Jusqu'en 2016, elle faisait partie de la communauté de communes Sioulet-Chavanon.
Sur le plan administratif, elle est rattachée à l'arrondissement de Riom depuis 2017, à la circonscription administrative de l'État du Puy-de-Dôme et à la région Auvergne-Rhône-Alpes. Avant mars 2015, elle faisait partie du canton d'Herment.
Sur le plan électoral, elle dépend du canton de Saint-Ours pour l'élection des conseillers départementaux, depuis le redécoupage cantonal de 2014 entré en vigueur en 2015, et de la deuxième circonscription du Puy-de-Dôme pour les élections législatives, depuis le dernier découpage électoral de 2010 (troisième circonscription avant 2010).

### Élections municipales et communautaires

#### Élections de 2020
Le conseil municipal de Verneugheol, commune de moins de 1 000 habitants, est élu au scrutin majoritaire plurinominal à deux tours avec candidatures isolées ou groupées et possibilité de panachage. Compte tenu de la population communale, le nombre de sièges à pourvoir lors des élections municipales de 2020 est de 11. La totalité des candidats en lice est élue dès le premier tour, le 15 mars 2020, avec un taux de participation de 64,95 %.

#### Chronologie des maires

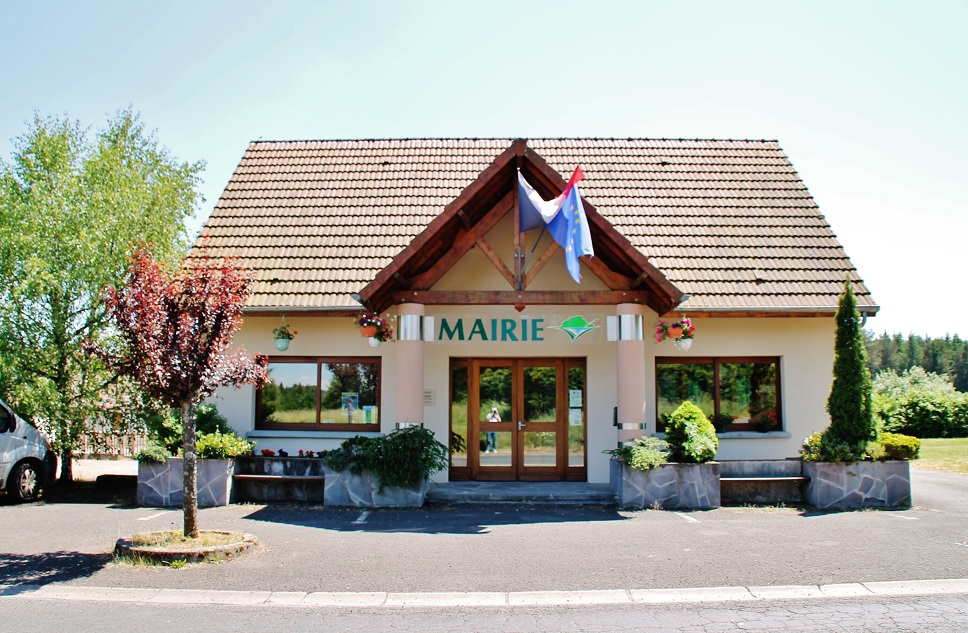
La mairie.

| Période                                  | Période                    | Identité        | Étiquette | Qualité  |
| ---------------------------------------- | -------------------------- | --------------- | --------- | -------- |
| Les données manquantes sont à compléter. |                            |                 |           |          |
| mars 2008                                | En cours (au 29 août 2021) | Bernard Thomas, |           | Retraité |

## Population et société

### Démographie
L'évolution du nombre d'habitants est connue à travers les recensements de la population effectués dans la commune depuis 1793. Pour les communes de moins de 10 000 habitants, une enquête de recensement portant sur toute la population est réalisée tous les cinq ans, les populations de référence des années intermédiaires étant quant à elles estimées par interpolation ou extrapolation. Pour la commune, le premier recensement exhaustif entrant dans le cadre du nouveau dispositif a été réalisé en 2006.

En 2022, la commune comptait 227 habitants, en évolution de −5,81 % par rapport à 2016 (Puy-de-Dôme : +2,1 %, France hors Mayotte : +2,11 %).
| 1793 | 1800 | 1806 | 1821 | 1831 | 1836  | 1841 | 1846  | 1851  |
| ---- | ---- | ---- | ---- | ---- | ----- | ---- | ----- | ----- |
| 834  | 835  | 695  | 839  | 975  | 1 006 | 975  | 1 030 | 1 039 |

| 1856  | 1861 | 1866 | 1872 | 1876 | 1881 | 1886 | 1891 | 1896 |
| ----- | ---- | ---- | ---- | ---- | ---- | ---- | ---- | ---- |
| 1 079 | 971  | 919  | 945  | 967  | 900  | 843  | 856  | 880  |

| 1901 | 1906 | 1911 | 1921 | 1926 | 1931 | 1936 | 1946 | 1954 |
| ---- | ---- | ---- | ---- | ---- | ---- | ---- | ---- | ---- |
| 860  | 845  | 791  | 659  | 652  | 643  | 628  | 556  | 554  |

| 1962 | 1968 | 1975 | 1982 | 1990 | 1999 | 2006 | 2011 | 2016 |
| ---- | ---- | ---- | ---- | ---- | ---- | ---- | ---- | ---- |
| 522  | 505  | 460  | 344  | 304  | 280  | 265  | 249  | 241  |

| 2021 | 2022 | - | - | - | - | - | - | - |
| ---- | ---- | - | - | - | - | - | - | - |
| 230  | 227  | - | - | - | - | - | - | - |

### Manifestations culturelles et festivités
La fête patronale de Verneugheol a lieu les derniers dimanches de juin.

## Culture locale et patrimoine

### Lieux et monuments

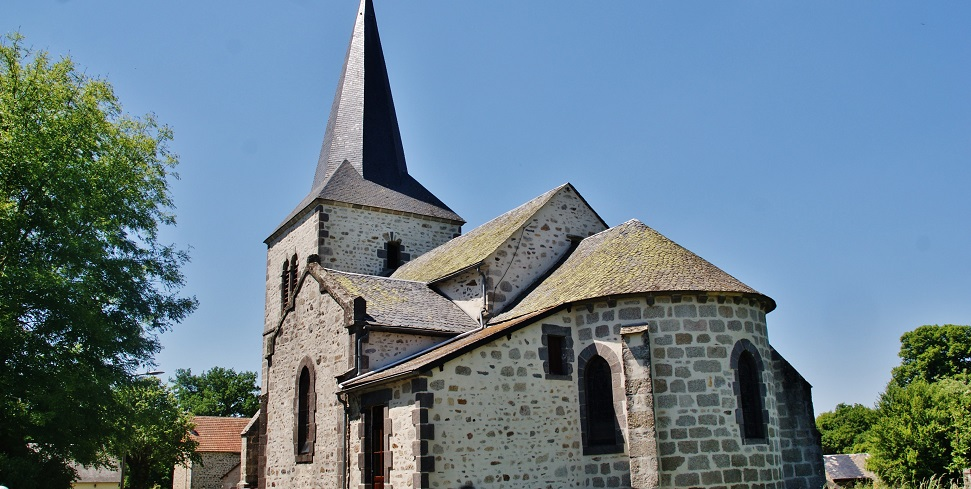
L'église paroissiale Saint-Martial.

- Église Saint-Martial XIIe – XVIe siècles. Elle contient des fresques sur saint Martial des XVIe et XVIIe siècles.
- Rocher des Trois Tourtes, composé de trois énormes blocs superposés et allant toujours en diminuant dans leur forme pyramidale, si bien qu'autour du second on peut circuler sur celui qui sert de base. Le dernier est perforé à son sommet. En passant le bras par l'ouverture, on exerce un mouvement de rotation à une pierre qui se trouve à l'intérieur de la cavité. Dans le pays, on appelle le bruit de cette pierre « le son de la cloche ». En recul du monument, adossé à la colline, on trouve un autel druidique détruit mais reconnaissable. On ne pouvait mieux choisir d'endroit triste et sauvage pour fasciner l'imagination. Les Trois Tourtes servaient-elles de tribunes sacrées pour haranguer le peuple avant de sacrifier des victimes sur l'autel attenant?
- Étang de Fayat (12 ha), site de pêche.
- Base ULM près de Trabatergue.
- Observatoire astronomique dans le bourg, utilisé par l'association d'astronomes amateurs « Les Pléiades » (soirées chaque vendredi).